# Porétxie (Uglegorsk)
|  | Per a altres significats, vegeu «Porétxie». |

Porétxie (en rus: Поречье) és un poble de l'óblast de Sakhalín, a l'Extrem Orient de Rússia, que el 2013 tenia 290 habitants. Pertany al districte d'Uglegorsk.